# Domino Day
Domino Day was een jaarlijks evenement en televisieprogramma rond een wereldrecordpoging voor het grootste aantal vallende dominostenen opgezet door één groep mensen. Het vond van 1998 tot en met 2009 jaarlijks plaats in november. Oorspronkelijk zou in 2020 het programma na elf jaar terugkeren, echter is dit door de coronapandemie uitgesteld. De organisatie en productie is in handen van Endemol. Het huidige record staat op 4.491.863 dominostenen. Het werd gevestigd op 13 november 2009 door de bouwers van Domino Day, onder leiding van Robin Paul Weijers. Domino Day is de grootste tv-productie van Nederland.
De eerste recordpoging omgevallen dominostenen was op 27 december 1986 in het rechtstreekse TROS-programma De Eerste de Beste, gepresenteerd door Tom Blom en Walter Tiemessen. Toen zetten 30 studenten (waaronder Weijers) van de technische hogescholen van Delft, Eindhoven en Twente 1.250.000 dominostenen neer in de Stassenhal in Lisse. Van al deze stenen vielen er 755.000 om door één duwtje; de actie kwam daarmee in het Guinness Book of Records. De tweede keer was in 1988, in het Autotron te Rosmalen. Er werden 1.500.000 stenen opgezet en het record werd verbroken met 1.382.101 stenen. Tien jaar na het zetten van dit record werd er weer een poging gedaan: in 1998 werden er in Leeuwarden 2.300.000 stenen opgezet. Deze recordpoging was de eerste die werd uitgezonden onder de naam Domino D-Day.
Het Duitse televisiestation RTL Television ontving in 1998 vele klachten over de term D-Day en daarom heet het programma sindsdien Domino Day.
Op 3 februari 2020 maakte Endemol Shine bekend dat er na 11 jaar een nieuwe uitzending zou komen van Domino Day in november op RTL. Echter door de coronapandemie werd deze aflevering uitgesteld tot een onbekend moment.

## Het begin van domino in Nederland

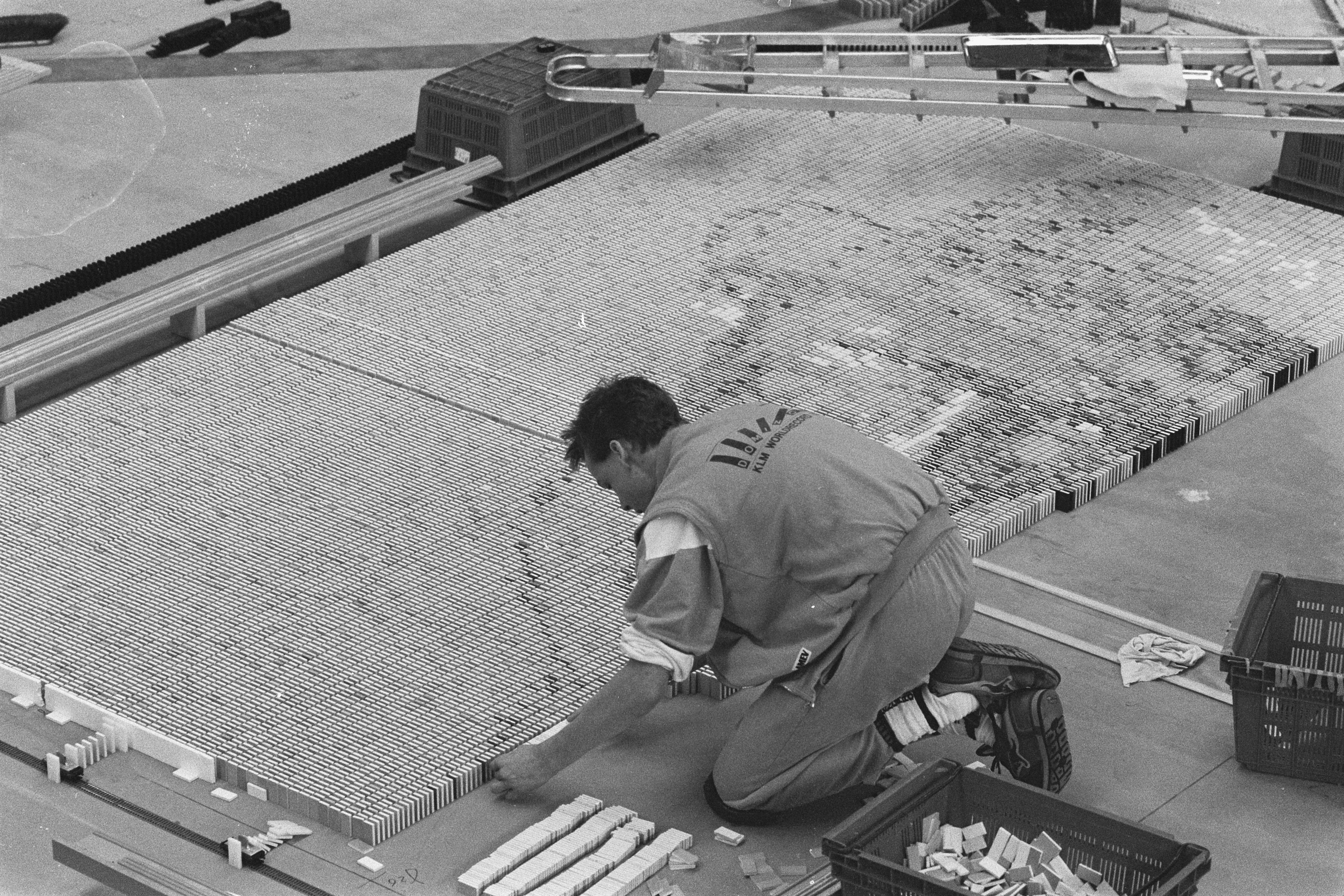
Domino 1986

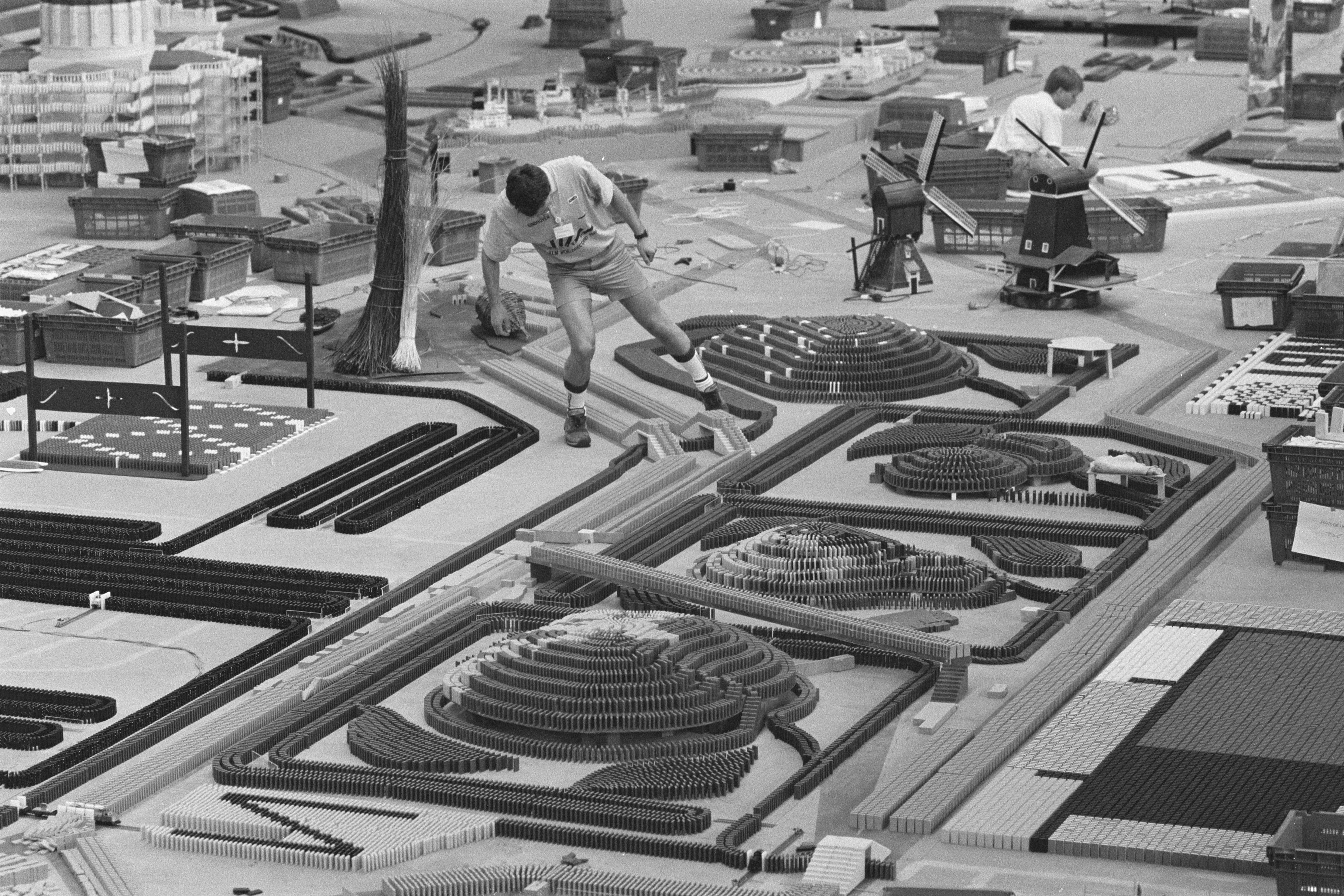
Domino 1986

In 1986 studeerde Robin Paul Weijers op de TU Delft. Tijdens deze studie kwam Ron Wunderink langs die in Japan het fenomeen "vallende dominostenen" had gezien. Hij vroeg toen of er promotie voor Nederland gemaakt kon worden met dominostenen. Samen met KLM werd het project opgestart. De Technische Universiteit van Eindhoven, Delft en Twente hebben met twee maanden voorbereiding en één maand de dominostenen opgezet. Robin Weijers zag in de communicatie via dominostenen meer toekomst en heeft in 1989 het bedrijf "Weijers Domino Productions" opgericht.

#### 1986
In een uitzending van TROS De Eerste De Beste werd onder de naam "Holland has more" een dominowereldrecord op Nederlandse bodem georganiseerd. Er werden door 45 studenten 1.250.000 dominostenen neergezet. Met het stilvallen van de projectlijn in de beginfase leek het einde van Domino 1986 nabij te zijn. Er stonden echter nog genoeg stenen om een nieuwe poging te wagen. De lijn werd verder getikt en vervolgens vielen 755.836 stenen om; een nieuw wereldrecord. De uitzending werd in 1987 ingezet in vliegtuigen van KLM om toeristen via beeldschermen Nederland in Domino te tonen.

#### 1988
Na het succes in 1986, ging het TROS programma "De eerste de Beste" in 1988 nogmaals de uitdaging aan. Dit keer mocht er voor een officieel wereldrecord maar 30 bouwers worden geselecteerd. Van de 1.500.000 geplaatste stenen vielen er 1.382.101 stenen om, opnieuw een wereldrecord. Hierna bleef het even stil. Er werden geen dominorecords neergezet, tot er in 1998 de eerste Domino Day gehouden werd.

## Achter de schermen

### De dominostenen
De miljoenen dominostenen worden elk jaar speciaal gemaakt. In mei wordt er begonnen met het produceren van de stenen. Er is hiervoor één matrijs. Via spuitgieten wordt kunststof in deze matrijs gespoten. Dit wordt hard en hierdoor ontstaan de stenen. Per dag produceert de machine 100.000 stenen. Daarna gaat een gedeelte naar een autospuiterij, waar sommige stenen op één kant een extra kleurtje krijgen. Hiermee kunnen speciale valtechnieken gecreëerd worden.
De dominostenen zijn niet allemaal even zwaar, door de kleurstof die erin zit. Een rode steen is lichter dan een blauwe, maar het gewicht ligt altijd op ongeveer 8 gram. Ze hebben door hun verschillen in gewicht allemaal eigen fysieke eigenschappen, dit zijn kleine details die bij grote aantallen ineens belangrijk worden.
De maat van de dominostenen staat vast. Het Guinness Book of Records stelt daar ook een eis aan: de maat van een dominosteen moet dezelfde zijn als van een gemiddelde dominosteen zoals ze in de handel verkrijgbaar zijn. Uiteindelijk zijn ze geoptimaliseerd naar 4,8 cm hoog, 2,4 cm breed en 7 mm dik. Vooral de dikte is bepalend voor de stabiliteit.
De kunststof stenen worden na elke editie gerecycled, waarnaar er weer nieuwe kunststof producten van gefabriceerd kunnen worden.

### De bouwers
De bouwers hebben diverse hulpmiddelen voor het bouwen van de dominolijnen en dominovelden:
- Een liniaal, ook wel kam genoemd. Dit wordt gebruikt voor de bouw van rechte lijnen. De liniaal is een lat met tanden aan de uiteinden en tussen de tanden past exact één dominosteen. Als de liniaal vol is, wordt de liniaal met stenen over de ondergrond naar het dominoveld geschoven en de liniaal wordt teruggeschoven, waarna de dominostenen 'op zichzelf' staan.
- De barrière, ook wel slagboom genoemd. Deze dient als een beveiliging in het veld, zodat de lijn gestopt kan worden als deze op het verkeerde moment omgaat. Omdat het soms niet mogelijk is om bij de barrières te komen vanwege de stenen die de ruimte in beslag nemen, worden de barrières elektrisch bediend. Deze worden de middag voor het begin van Domino Day een voor een geopend.
- Een klaphekje. Deze dient om een bocht om te gaan. Het bestaat uit een stukje hout balancerend op een spijker. Als een dominosteen een uiteinde van het houtje raakt, draait het en kan het andere uiteinde de volgende dominosteen aantikken
- De diode. Deze bestaat uit een dominosteen met aan 1 kant een plakbandje en dient om ervoor te zorgen dat het veld maar in één richting kan vallen. Dit zorgt ervoor dat als er tijdens het bouwen iets omvalt dat er slechts een gedeelte van een veld valt. De laatste jaren wordt er bij de Builders Challenges ook gebruikgemaakt van diodes, om te voorkomen dat alles vroegtijdig valt. Aan de andere kant staat dan een barrière die op het eind moet worden geopend.
- De kruising. Er bestaan twee manieren om lijnen te laten kruisen. De eerste manier is met een houten brug. De ene lijn dominostenen gaat eroverheen terwijl de andere lijn eronderdoor kan. Een andere manier is een kruising. Die bestaat uit een kubus waar aan de vier kanten metalen staafjes uitsteken. Op het moment dat een dominosteen een staafje raakt, wordt de kracht overgeheveld naar de andere kant, waardoor de dominostenen die daar staan, omgaan.
- Een vlakstarter. Dat is een rechthoekig stuk plexiglas dat bredere stukken veld in een keer kan omgooien.

Op een dag bouwt de gemiddelde bouwer 2500 stenen. Als er op één dag een veld van 10.000 stenen moet worden neergezet, zijn hier vier personen voor nodig. In 2009 werden er 4.800.000 stenen neergezet, iedere dag moesten er minstens 160.000 stenen worden opgezet. Werd dit niet gehaald, dan moest het team overwerken om het geheel voor Domino Day af te krijgen.
Geregeld kwam het weleens voor dat een bouwer iets omstootte. Wanneer dat gebeurt, is een pauze van tien minuten verplicht.

### De hal
Domino Day is in diverse steden georganiseerd, in 1998 de 'Keltenhal' (4000 m²) en vanaf 2002 tot 2009 in de 'Friezenhal' (13.000 m²) van het WTC-Expo in Leeuwarden.
Domino Day 1999 en 2000 werden in de Prins Bernhardhoeve in Zuidlaren gehouden. Deze hal had een grootte van 4000 m².
In 2001 werd Domino Day gehouden in de 'Zuidhal' van het MECC in Maastricht, deze hal beschikte over een vloeroppervlak van 10.000 m².
Bron:

## Bekende onderdelen Domino Day

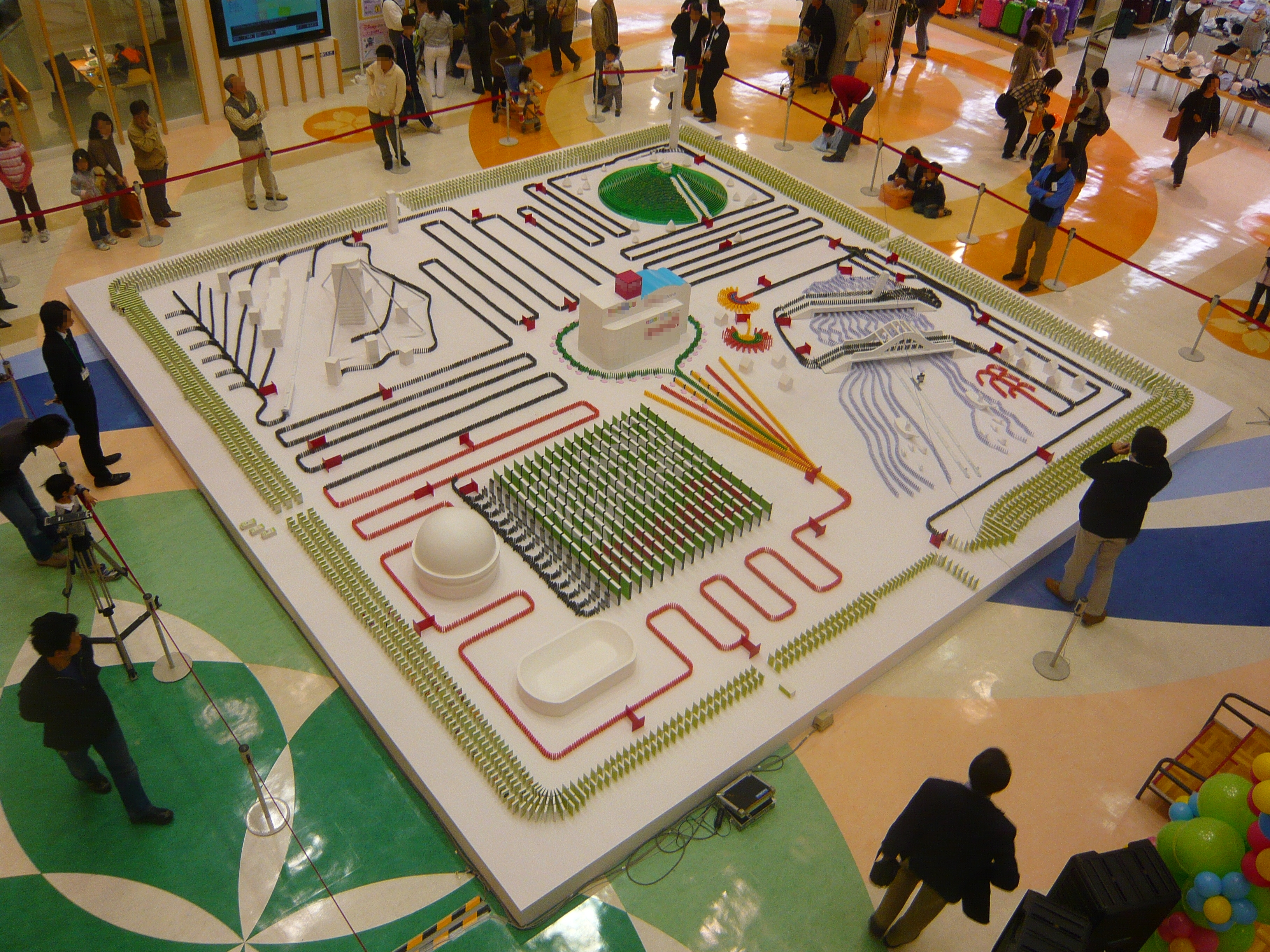
Een dominoveld (niet van Domino Day).

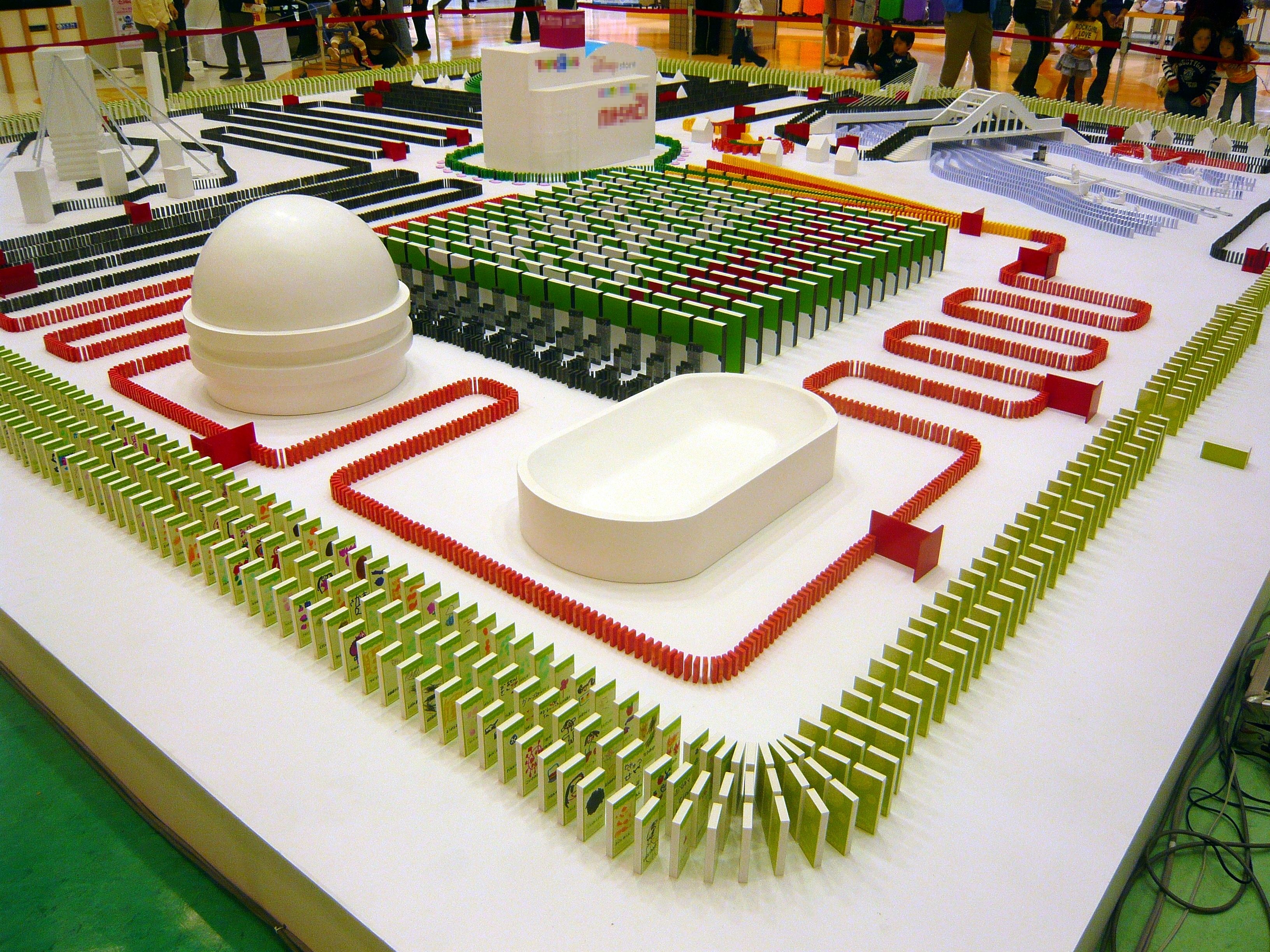
Een dominoveld (niet van Domino Day).

### De eerste steen
Sinds de eerste Domino Day, die in 1998 werd gehouden, wordt de eerste dominosteen altijd omgetikt door een bekende persoonlijkheid, van 2000 t/m 2008 was deze altijd uit het buitenland afkomstig. Dit omtikken gebeurde altijd om 21:00 uur 's avonds. In 2009 werd hiervan afgeweken. De steen werd toen omgetikt door de winnaar van het Mr. Domino kampioenschap dominobouwen Jeroen de Meij. Enkele seconden voordat het 21:00 is, telden de aanwezigen de seconden af. Deze aftelling was ook op TV te zien, zodat ook de kijkers thuis mee konden aftellen.

### Thema's
Iedere Domino Day heeft een bepaald thema. De thema's die zijn langsgekomen zijn:
- 1986: Holland has more → over Nederland
- 1988: Europa in domino → over Europa
- 1998: Visionland → over Nederland
- 1999: Europe ohne Grenzen → over Europa
- 2000: Action / Reaction → over actie en reactie
- 2001: Bridging the World → over de wereld in zijn aspecten
- 2002: Expression for Millions → over uitdrukkingen en zegswijzen
- 2004: The Challenge → over verschillende uitdagingen
- 2005: Domino Theatre of Eternal Stories → over volksverhalen
- 2006: Music in Motion → muziekgenre's
- 2007: Falling into Life → elementen uit het leven
- 2008: Celebrating 10 years of Domino Day - Breaking more records than ever → over wereldrecords en het tienjarig bestaan van Domino Day
- 2009: The World in Domino - The Show with the Flow → over de zeven continenten en de vier elementen

Na 2009 is er door gebrek aan financiële middelen geen Domino Day meer gedaan.

### Builders Challenge
In het onderstaande schema staat een overzicht. Elke Builders Challenge wordt door twee bouwers gedaan en duurt twee minuten, tenzij anders aangegeven. Deze twee minuten worden gestart m.b.v. een toeter die door de vallende dominostenen wordt geactiveerd.

#### 2004
In 2004 werden er voor het eerst Builders Challenges gedaan, dit waren er drie die ieder om een veld van 100.000 dominostenen gingen. De afbeelding op deze drie bonusvelden waren steeds een soort bankbiljet van 100.000. De bouwers werden tijdens de uitzending geselecteerd vlak voordat een Builders Challenge begon.
| 1 | 100.000 | Een nauwkeurige dominolijn van 400 stenen bouwen op een 7,2 meter lange houten balk binnen 10 minuten. | Ja  |
| 2 | 100.000 | Een 2 meter hoge wenteltrap volbouwen met 250 dominostenen binnen 12 minuten.                          | Nee |
| 3 | 100.000 | Een 5 meter lange dominolijn van 300 stenen bouwen op de grond.                                        | Nee |

#### 2005
Ook in 2005 waren er weer Builders Challenges. In tegenstelling tot 2004 hadden deze hier wel een thema. De Builders Challenges gingen om dominovelden van respectievelijk 50.000, 100.000 en 150.000 stenen. De tweede Challenge mislukte vanwege een vallende dominosteen van een valwand op de achtergrond die op de te bouwen lijn terecht was gekomen.
| 1 | 50.000  | Ark van Noach. Zeven dominotorens bouwen (7 bouwers).                            | Ja  |
| 2 | 100.000 | Don Quichot. Drie openingen in een dominolijn dichtbouwen (1 bouwer).            | Nee |
| 3 | 150.000 | Hamlet. Eén bouwer houdt een balk vast en een andere bouwt er een dominolijn op. | nee |

#### 2006
In 2006 waren er voor het eerst vier Builders Challenges, die om respectievelijk 400, 4.000, 40.000 en het finaleveld van 400.000 stenen gingen. Centraal in deze BC's stonden vier muziekdragers: een platenspeler bij de eerste Builders Challenge, een bandrecorder bij de tweede, een cd-speler bij de derde en een mp3-speler bij de finale. De tweede en de derde was binnen de tijd gelukt, maar beide lijnen na de challenge waren te vroeg gevallen, waardoor de velden niet vielen.
| 1 | 400     | Platenspeler. Eén bouwer die een halve meter boven een dominoveld ligt moet een aantal openingen opvullen met dominostenen, de andere beweegt de ene bouwer over het veld. | Nee |
| 2 | 4.000   | Bandrecorder. Eén bouwer beweegt een rolband, de andere zet er stenen op.                                                                                                  | Nee |
| 3 | 40.000  | Cd-speler. Een dominolijn bouwen op een draaiplateau. | Nee |
| 4 | 400.000 | Mp3-speler. Met 88 dominostenen acht openingen in een dominolijn dichtbouwen.                                                                                              | Ja  |

#### 2007
In 2007 gingen de Builders Challenges over vier levensfasen, te weten geboorte bij de eerste BC, puberteit bij de tweede, midlifecrisis bij nummer drie en sterven bij de finale. De eerste drie BC's gingen om 100.000 stenen, de finale om 400.000.
| 1 | 100.000 | Geboorte. Een dominolijn bouwen op een balans.                                                                                       | Nee |
| 2 | 100.000 | Puberteit. Acht grote dominostenen met een opening erin langs een dominolijn dragen.                                                 | Ja  |
| 3 | 100.000 | Midlifecrisis. Eén bouwer stuurt een geblinddoekte andere bouwer door een doolhof om op het einde een grote dominosteen te plaatsen. | Ja  |
| 4 | 400.000 | Dood of Levend. Een dominolijn bouwen op een grote draaiende secondewijzer.                                                          | Nee |

#### 2008
Het thema van de Builders Challenges was Celebrating 10 Years Of Domino Day. Ondanks het falen van 2007 werd besloten in 2008 ook weer een totaal van 700.000 dominostenen in de Builders Challenges te stoppen. De eerste drie Builders Challenges gingen om 100.000 stenen en de finale om 400.000. De eerste Builders Challenge ging over slingers, de tweede over cocktails, de derde over ballonnen en de finale over bubbels.
| 1 | 100.000 | Feest. Vanuit een hoogwerker een slinger die langzaam omhoog gaat, een rij dominostenen laten neerzetten.                                                         | Ja  |
| 2 | 100.000 | Cocktail. De rand van een wiebelend cocktailglas vol dominostenen zetten.                                                                                         | Nee |
| 3 | 100.000 | Ballonnen. Eén bouwer die door de ander over het dominoveld wordt geschommeld grijpt dominostenen die over het veld verspreid liggen om ze in een lijn te bouwen. | Ja  |
| 4 | 400.000 | Bubbels. Met één hand dominostenen op dienbladen zetten en deze zo neerzetten op champagneglazen, dat de dominolijn kan doorlopen.                                | Ja  |

#### 2009
De Builders Challenges gingen in 2009 over de vier oerelementen. Een speciaal aspect dat jaar was dat het slagen van de eerste drie Builders Challenges de moeilijkheid van de finale bepaalden. Het ging dus niet alleen om de velden van 25.000 en 50.000 dominostenen, maar iedere succesvolle Builders Challenge maakte de finale makkelijker (de vlammen in de finale van 80 cm zouden per geslaagde Builders Challenge 20 cm lager worden). De finale bleef echter ongewijzigd omdat de eerste drie Builders Challenges niet slaagden.
| 1 | 25.000  | Aarde. Een dominolijn bouwen op een ondergrond van zand.                                                                                   | Nee |
| 2 | 25.000  | Lucht. 50 hangende schommeltjes voorzien van een dominosteen.                                                                              | Nee |
| 3 | 50.000  | Water. Een dominolijn bouwen in een waterbak met 720 liter water.                                                                          | Nee |
| 4 | 500.000 | Vuur. Met behulp van tangen een dominolijn bouwen op een lat omgeven door vlammen(hiervoor werden speciale metalen dominostenen gebruikt). | Ja  |

### Slow Stones
Sinds 2006 zit er vlak voor de laatste Builders Challenge een rij van zogenaamde Slow Stones. Dit zijn relatief grote, doorzichtige dominostenen die gevuld zijn met gekleurd poeder (iedere steen een andere kleur). Op het moment dat de eerste Slow Stone is bereikt, loopt het poeder uit de eerste Slow Stone (vergelijkbaar met een zandloper). Dit duurt een minuut en na deze minuut is de steen licht genoeg om te vallen. Daarbij raakt hij de volgende Slow Stone die ook weer in een minuut leegloopt. Het zeer trage proces van deze Slow Stones maakt het de tv-zenders die het spektakel uitzonden mogelijk om naast reclame ook interviews en hoogtepunten uit de show uit te zenden. Op deze manier wordt de spanning erin gehouden voor de laatste Builders Challenge, aangezien deze om het finaleveld gaat en daardoor allesbepalend is voor het al dan niet slagen van de recordpoging. Daarna worden ook de bouwers geselecteerd die deze laatste Builders Challenge gaan doen, die start nadat de laatste Slow Stone is omgevallen.

### Telling en uitslag
Na het omvallen van de laatste steen komt dominotaris Erwin Akkerman met de uitslag en dan wordt duidelijk of het wereldrecord verbroken is. Nadat de uitslag bekend is gemaakt, is het aantal omgevallen dominostenen ook af te lezen op een scherm.
Deze stenen worden als volgt geteld. Van alle projecten die er staan is op de steen nauwkeurig bekend hoeveel stenen ze bevatten. Dit komt doordat alle bouwers voordat ze het veld ingaan hun stenen moeten laten tellen door deze te wegen. Hierdoor wordt ook duidelijk hoeveel stenen er bijvoorbeeld bij een veld met handzetting staan. De rechthoekige velden zijn als raster uit te tellen. Tijdens het omvallen van de stenen zien de kijkers de aantallen stenen van elk project ook op hun tv-scherm en worden deze omgeroepen door de commentator.
Als er in een project iets blijft staan tellen de notarissen uit hoeveel er is blijven staan en trekken dit van het totaal af. Vaak gebeurt dit tellen al terwijl andere projecten nog in volle gang zijn. Door allerlei van deze berekeningen wordt het totaal aantal stenen onthuld. 
Het tellen van de stenen gebeurt met ongeveer 25 hulpnotarissen, als een project gevallen is en het staat buiten beeld wordt het meestal gelijk geteld. Daardoor is de uitslag ook zo snel bekend.
Niet alle stenen tellen ook mee voor het wereldrecord. In principe moet alles vallen na één aantik. De notarissen tellen alleen de 'kleine' standaard steentjes. In 2004 was de opening opgebouwd uit speciale stenen en deze telden daarom niet mee.
Verder tellen in principe alle dominostenen mee voor het wereldrecord. Alles wat op het moment van aantikken al met elkaar verbonden is (al dan niet met mechanismen) en omvalt, gaat mee voor het record, alles wat nog met elkaar verbonden moest worden telt niet mee.
Soms bij lastige projecten wordt het de notaris makkelijker gemaakt en tellen de stenen bij voorbaat al niet mee. Een voorbeeld is 2006. Toen was er een project met een kroonluchter die met dominostenen was gevuld. Deze stenen waren vanaf de grond niet goed te tellen.
Bij de Builders Challenges mogen de bouwers na het vrijgeven (na 2 minuten) de stenen niet meer aanraken want dan komt de lopende lijn eraan. Als dit toch gebeurt dan tellen die stenen en het veld erachter niet mee. De stenen die de bouwers tijdens de Builders Challenges neerzetten, tellen ook niet mee.

## Samenvatting edities van Domino Day

### Domino 1986
Het thema was Holland has More. 45 studenten van de universiteiten Twente, Delft en Eindhoven zetten samen 1.250.000 dominostenen neer. Het spektakel begon bij een KLM vliegtuig dat op Schiphol landde en de dominolijn omgooide. Aan het begin viel het drielandenpunt met een berg en de vlaggen van Nederland, Duitsland en België. Er viel ook een groot vlak van ruim 42.000 dominostenen waar de Nederlandse vlag op afgebeeld was. Hierdoor zaten ze heel snel al op 250.000 omgevallen stenen. Hierna kwam ook het vliegend tapijt met 48.000 stenen. Het was een goed begin, bijna alle stenen vielen. Echter kwam hier een einde aan toen er een totale stop optrad. Na berekeningen bleken er maar 362.908 dominostenen omgevallen te zijn. Er stonden echter genoeg stenen nog overeind voor een nieuwe poging, dus werd de lijn verder omgetikt. De hoogste dominoklim in het veld viel toen. Meer dan 2 meter hoog was de toren waar de steentjes omhoog klommen. Kort daarna stopte de lijn weer waardoor deze weer verder aangetikt moest worden. Ook een veld van Paleis het Loo viel om. Aan het einde viel ook het grote veld met het thema Holland has More om waardoor er nog eens 81.000 stenen erbij gerekend konden worden. In de finale vloog er een KLM modelvliegtuigje omhoog waardoor domino 1986 afgelopen was. Er vielen ondanks de stop toch 755.836 stenen om. Dit was een nieuw wereldrecord.

### Domino 1988
Na het succes van 1986, probeerde een grotendeels nieuwe team van Twente, Eindhoven en Delft het nogmaals. Nu zette hij met zijn andere studenten 1.500.000 stenen neer, in de hoop deze keer over de miljoen gevallen stenen te komen.
Het thema was Europa in Domino. De eerste steen werd door Bassie en Adriaan de hal binnengebracht en werd toen voorzichtig neergezet. De start begon technisch via de computer. In tegenstelling tot 1986, ging hier wel alles in een keer om. De finale was een veld met 500.000 dominostenen waar de vlaggen van de 12 landen van de Europese Unie in voorkwamen. Dit waren Frankrijk, het Verenigd Koninkrijk, Denemarken, Duitsland, Ierland, Nederland, Italië, Luxemburg, België, Griekenland, Spanje en Portugal. Dit waren ook de landen die in de thema's waren verwerkt. Uiteindelijk vielen er 1.382.101 dominostenen om. Het was gelukt om meer dan een miljoen stenen om te gooien en er was weer een nieuw wereldrecord verbroken.

### Domino D-Day 1998
Domino Day begon in 1998 ter gelegenheid van het driejarige jubileumfeest van SBS6. Televisiepresentatrice Linda de Mol tikte de eerste steen omver.
Het thema was Visionland. Zestig studenten zetten in zes weken tijd 2.300.000 stenen neer. Het beloofde een groot spektakel te worden, maar in het eerste deel ging behoorlijk wat mis. Veel lijnen vielen stil. Meer dan 300.000 stenen bleven staan.
Het was ook de eerste keer dat er een pendel werd gebruikt om het omvallen tijdelijk te pauzeren (door SBS6 reclamependel genoemd). Deze pendel bestond uit een gewicht dat ronddraaide boven een dominolijn en na circa 8 minuten, waarin dan reclame wordt uitgezonden, moest deze lijn dan geraakt worden, alvorens het spektakel werd vervolgd. Dit zorgde voor heel wat spanning, aangezien het van groot belang is dat de pendel de stenen raakt, anders vallen er namelijk geen stenen meer en is het voorbij. Dergelijke pendels werden ook in de navolgende jaren gebruikt om de meestal commerciële zenders die Domino Day uitzonden de mogelijkheid te bieden tussen het programma door reclame uit te zenden zonder dat de kijkers iets van het spektakel misten. Om deze pendels op de juiste plaatsen te bouwen werd bij de zenders geïnformeerd op welke tijdstippen ze reclame wilden uitzenden. Aan de hand van deze informatie werden de pendels dan in het dominotraject ingebouwd. Vanaf 2004 werd dit vlak voor elke Builders Challenge gedaan, aangezien de reclame vanaf dat jaar voorafgaand aan elke Builders Challenge werd uitgezonden om de spanning erin te houden.
Na de pauze ging het veel beter. Bijna alle velden vielen volledig. De finale bestond uit acht velden die landen of werelddelen over de hele wereld symboliseerden. Dit waren, van begin tot eind, China, Afrika, Nederland, de Verenigde Staten, Japan, Rusland, Brazilië en Scandinavië.
De notaris maakte bekend dat er 1.605.757 stenen zijn omgevallen, wat een wereldrecord opleverde.
Het was de eerste en de laatste keer dat het Domino D-Day heette. Een jaar later verzochten de Duitsers om het in het vervolg Domino Day te laten heten, omdat de term D-Day bij hen gevoelig lag.

### Domino Day 1999
De tweede editie van Domino Day was in 1999 en werd gehouden op de Prins Bernardhoeve in Zuidlaren. Dit jaar ging beter dan 1998. De eerste steen werd omgetikt door de Nederlandse illusionist Hans Klok en de projecten bevatten nieuwe technieken.
Het thema was Europa ohne Grenzen en er werden in 8 weken tijd door 60 bouwers 2.500.000 stenen geplaatst. De velden die met deze stenen waren gevormd, symboliseerden landen in Europa. Het begon met Italië en daarna ging het over Frankrijk. Een van de meest memorabele projecten was een miniatuur skischans waar dominostenen op ski's vanaf gingen.
Het finaleveld bestond uit een veld van ruim 800.000 stenen (wat op zich al een wereldrecord was) met afbeeldingen van de zeven eurobiljetten. De middag voor de uitzending ging het bijna mis toen de lijn voor dit dominoveld tijdens de camerarepetities werd aangetikt met een camerakabel en omviel. Gelukkig werd de lijn gestopt door de slagboompjes die als beveiliging van het veld dienden. De lijn werd snel weer opgebouwd en gelukkig kon het veld 's avonds toch nog omvallen. Om dit in het vervolg te voorkomen, werden vanaf de editie van 2000 draadloze camera's gebruikt om het spektakel uit te zenden.
Er vielen 2.472.480 stenen om, wat 98,9% van de complete avond was (hoogste percentage ooit in Domino Day). Het record werd met een verschil van 866.723 dominostenen verpulverd.
Door het vuurwerk bij de bekendmaking van de dominotaris was nog een kleine brand ontstaan. Hierdoor moest iedereen het veld uit van Robin Paul Weijers. Gelukkig was het vuur snel onder controle.
Detail is dat het grootste gedeelte van de stenen die bleven staan in één veld Brücken (bruggen) stonden, de oorzaak hiervan was dat een kunststof vlakstarter door de warmte van de lampen verbogen was, de stenen hadden hierdoor niet voldoende kracht om deze om te laten vallen. Dit waren zo'n 20.000 stenen.

### Domino Day 2000
Eén maand na het Nederlandse wereldrecord van Domino Day 1999 trachtte China het record te verbreken. Dit lukte, met een eindscore van 2.751.518 omgevallen stenen.
Maar in 2000 deed Nederland weer een poging. In bijna acht weken hebben 75 bouwers 3.112.000 stenen gezet. Het getal 3.112.000 symboliseerde de datum waarop deze Domino Day werd gehouden (3/11/2000). Artiest Lionel Richie tikte de eerste steen om.
Het eerste veld bestond uit het wereldrecord van China (het getal 2.751.518 in het Nederlands en het Chinees). Dit veld viel volledig neer, waardoor het getal onzichtbaar werd en het wereldrecord als het ware verdween.
Het thema was Action = Reaction en kettingreacties waren er in overvloed. Enkele projecten waren verfpotten die met behulp van de vallende dominostenen omkiepten en het woord Reaction lieten ontstaan. Ook was er een project met katapulten (gemaakt van muizenvallen) en met een levend standbeeld dat op het laatste moment een rijtje stenen plaatse. Ook was er een speciaal project dat een schilderij van Paul Klee naar beneden liet vallen. 70.000 stenen vielen in één keer. Er was ook nog een project met een draak die vuur spuwde, als knipoog naar de Chinezen. Daarnaast vielen er ook stenen onder water.
Uiteraard mislukten er ook een aantal projecten. Dit waren er slechts enkele.
Het finaleveld bestond uit een dominowand die omviel en tijdens de val ging er vuurwerk af. Op deze muur stond het logo van Domino Day 2000 en de datum.
Het record werd verbroken met een eindscore van 2.977.678 stenen.

### Domino Day 2001
Vlak na Domino Day 2000 zette het Verre Oosten weer een wereldrecord neer. Ditmaal was het Japan dat 3.407.535 stenen liet vallen.
Domino Day 2001 werd in het MECC te Maastricht gehouden. In overleg met de luchthaven Maastricht Aachen Airport werden vluchten tijdelijk omgeleid. Zo wilde de organisatie trillingen voorkomen, die de dominostenen voortijdig zouden kunnen laten omvallen.
Kylie Minogue tikte de eerste steen om. Het thema was Bridging the World, omdat het een coöperatief project was van verschillende landen in de wereld. Enkele projecten waren: een dominoveld met een afbeelding van een tuin en een ooievaar die een kikker trachtte te pakken. Er was een project met ijskristallen die Antarctica symboliseerden. Er was ook een project over het Wilde Westen waarbij cowboys uit tonnen sprongen en schoten en een project over het stierenvechten.
Er ging ook behoorlijk wat mis in 2001. Zo was er een project waarbij een camera naar beneden moest vallen en beneden een compleet veld moest aantikken. Dit mislukte.
Ook bij het laatste thema ging het fout. Daar was een project met bakstenen. De paar laatste bakstenen stonden op een houten kabelgoot waar ook de aorta op stond. Toen de laatste baksteen viel gingen er een paar lijnen van de aorta lopen en zo gingen de laatste projecten allemaal tegelijk vallen, inclusief de finale.
Deze problemen werden echter snel vergeten toen Robin Paul en de bouwers van dominotaris Erwin Akkerman te horen kregen dat het wereldrecord toch was verbroken met een eindscore van 3.540.562 omgevallen dominostenen. Hiermee gaf het Verre Oosten zich gewonnen en opende de jacht op 4.000.000 gevallen stenen.

### Domino Day 2002
In 2002 werd er ook weer Domino Day gedaan. Het was de tweede Domino Day die in Leeuwarden werd gedaan, sindsdien werden alle edities daar gehouden.
Artiest Nick Carter van de Backstreet Boys zette de eerste steen op een rode knop, waarna het spektakel van start ging. Deze vijfde editie van Domino Day had als thema Expressions for Millions en ging voornamelijk over uitdrukkingen van over de hele wereld. Een project aan het begin bestond uit vallende hamers en stond voor het gezegde de man met de hamer tegenkomen (het noodlot tegenkomen). Er was ook nog een kaartenhuis dat ook volledig viel.
Net als in 2000 vielen er ook hier stenen onder water, alleen ditmaal op trappen. Door een luchtbel die ontstond doordat een gewichtje in het water viel, vielen de dominostenen om.
Een Inca-tempel drukte het gezegde hoogmoed komt voor de val uit. Hierin gingen dominostenen de tempel op, waarna het geheel instortte. Er vielen hier in totaal circa 157.000 stenen.
De uitdrukkingen waren ieder in drie projecten gesplitst. In Nederland zou men het hebben over de bloemetjes buiten zetten en in het Verenigd Koninkrijk de stad rood verven.
In het finaleveld van het evenement ging het over gezichtsuitdrukkingen. In dit veld waren portretten zichtbaar van mensen die geprofiteerd hebben van de goede doelen van de Nationale Postcode Loterij (sponsor van Domino Day 2002).
In totaal werden er 4 miljoen dominostenen neergezet, waarvan er 3.847.295 omvielen. Deze prestatie was meer dan voldoende om het wereldrecord wederom te verbreken.

### Domino Day 2004
Op 12 november 2004 werd er geprobeerd om in Leeuwarden 4.250.000 stenen te laten vallen. Het hoofdthema is dat jaar The Challenge genoemd.
Shania Twain kreeg de eer om de eerste steen om te duwen, maar al bij de opening ging het mis. Er moest, enkele momenten nadat ze de eerste steen omduwde, een steen aan het plafond naar beneden zakken en een vlakstarter raken die het spektakel moest starten. Deze ging echter niet laag genoeg, doordat het plafond was uitgerekt door het temperatuurverschil van 40 graden in de hal en de lage temperatuur buiten. Uiteindelijk zette Robin Paul Weijers het hele gebeuren zelf in gang door de vlakstarter om te slaan met behulp van een lange staaf. De stenen van de opening telden niet mee voor het wereldrecord.
Het hoofdthema van deze zesde editie van Domino Day was The Challenge en het was de eerste keer dat er gebruik werd gemaakt van een zogenaamde Builders Challenge.
Enkele projecten waren: een bungee-camera die vanaf 8 meter hoogte een veld beneden moest aanstoten (tweede poging, in 2001 mislukte dit), een miniatuur Colosseum, een surfer op een golf en "The Magic Box". Bij The Magic Box werden creatieve zaken getoond die met dominostenen gedaan kunnen worden.
Het finaleveld bestond uit een valwand met in 15 talen het woord Challenge afgebeeld. Deze wand bestond uit 180.000 stenen, waarvan de laatste aan een touwtje hing. Deze had de tekst THE END op zich.
Gestreefd werd naar een score van 4.000.000 stenen. Dit werd echter niet gehaald, maar de score van 3.992.397 was al voldoende voor het record.

#### Uitdagingen
De titel van deze Domino Day was The Challenge en dat kwam door vier gerealiseerde uitdagingen:
1. Creative Challenge - Deze uitdaging introduceerde nieuwe ontwerpen en uitdagende ideeën om de grenzen van dominomogelijkheden te onderzoeken. Het resulteerde in 46 projecten verdeeld in zes kleine thema's.
2. Historical Challenge - In deze zesde editie werd er teruggeblikt op de eerste vijf edities. Zes projecten die niet werkten in een van de voorgaande edities werden opnieuw opgebouwd en vielen allemaal.
3. Builders Challenge - Tijdens de show werden er voor ieder reclameblok twee van de 81 bouwers uitgekozen om een Builders Challenge te doen. Ze moesten een rij dominostenen bouwen zodat de vallende stenen een zogenaamde 'barrier' konden openen waardoor een andere lijn eronderdoor kon gaan en een veld van 100.000 stenen kon platleggen. Als een challenge faalt, gaat de barrier dus niet open en het veld niet om. Alleen de eerste challenge lukte, de tweede en derde faalden.
4. World Record Challenge - Deze uitdaging slaagde met een eindscore van 3.992.397, wat 145.102 meer is dan het record dat in 2002 werd gezet.

#### Thema's
Het thema "Challenge" was ingedeeld in zes subthema's (op volgorde van omvallen):
1. Breaking Limits (grenzen doorbreken)
2. Experience Beauty (schoonheid ervaren)
3. Create Ways (manieren scheppen)
4. Discover Dreams (dromen ontdekken)
5. Inspire Minds (inspireer de geest)
6. Explore Power (krachten onderzoeken)

### Domino Day 2005
Deze editie van Domino Day is voor velen het jaar van de zogenaamde 'dominomus'. De voorbereidingen werden verstoord toen deze mus het gebouw binnenvloog en 23.000 dominostenen omver duwde. Dankzij de ingebouwde schotten bleef de schade beperkt. De mus, die in Nederland steeds minder vaak voorkomt, werd door een medewerker van faunabeheer doodgeschoten. De reacties liepen uiteen van dierenmishandeling tot nodeloos geweld. Er werd opgeroepen tot het boycotten van de uitzending. De medewerker die het fatale schot met een windbuks heeft gelost ontving doodsbedreigingen per e-mail. Door verschillende organisaties zoals de Dierenbescherming werden klachten ingediend. De website GeenStijl.nl en Ruud de Wild loofden een beloning uit voor degene die meer dan een miljoen stenen voortijdig om wist te gooien. Hierbij was de bedoeling de schade zo groot te maken, dat het de bouwers onmogelijk zou lukken om alles nog voor de uitzending gereed te krijgen, zodat de recordpoging niet door kon gaan. Om dit te voorkomen had de producent Endemol extra beveiligingsmaatregelen genomen rond het Frisian Expo Center. Het incident met de Dominomus kwam uitgebreid in de media tot CNN aan toe. Het ministerie van Landbouw heeft verklaard dat de mus illegaal is doodgeschoten.
Maar het hield Anastacia niet tegen om de eerste steen omver te duwen. Het thema van Domino Day 2005 was "Domino Theatre of Eternal Stories" en het stond in het teken van theater en boeken. De Japanse steenhouwer was het eerste verhaal dat verteld werd. Daarna kwam Pinokkio, wiens neus echt groeide en weer kleiner werd door de dominostenen. Later kwam er een project van Robin Hood, waarbij er een pijl werd afgevuurd die een tweede doormidden spleet. Bij het Paard van Troje was een dominoveld aanwezig met muizenvallen erin, om de sfeer van een gevecht weer te geven. Het project Twintigduizend mijlen onder zee werd ondersteboven opgenomen in een blauw geverfde ruimte, zodat het leek alsof de kijker onder water zat.
Het riskantste verhaal was De Klokkenluider van de Notre Dame. Een beroepsdanseres speelde Esméralda en zij danste tussen zo'n 176.000 dominostenen, die soms nog niet gevallen waren. Dit was erg risicovol, aangezien op het moment dat de dominotaris vast zou stellen dat zij de stenen had aangetikt, alle stenen daarachter niet meer mee zouden tellen. Ondanks een misstap bij de repetitie ging het in de rechtstreekse uitzending wel goed.
Ook hier werden weer Builders Challenges gedaan die om respectievelijk 50.000, 100.000 en 150.000 stenen gingen. De eerste Builders Challenge lukte op het nippertje, de tweede faalde. De derde Builders Challenge leek ook gelukt, maar een paar dagen later bleek dat de bouwers hadden valsgespeeld door de gebouwde lijn nog een extra zetje te geven en dus werd deze ongeldig verklaard.
Om circa 23.00 maakte dominotaris Erwin Akkerman, met behulp van een bord dat hij over het plafond liet schuiven, bekend dat er 4.155.476 stenen waren omgevallen en dit resulteerde in een nieuw wereldrecord. Maar enkele dagen later werd bekendgemaakt dat er was valsgespeeld tijdens de laatste Builders Challenge, waardoor deze ongeldig werd verklaard. De score werd omlaag bijgesteld naar 4.002.136 stenen, dit was echter nog steeds voldoende om het wereldrecord te laten gelden, hoewel het maar weinig had gescheeld in vergelijking met het voorgaande jaar.

#### Thema's
Het thema "Domino Theatre of Eternal Stories" was ingedeeld in 16 verhalen (op volgorde van omvallen). De vetgedrukte verhalen zijn Builders Challenges.
1. The Japanese Stonemason (Japanse steenhouwer)
2. Pinocchio (Pinokkio)
3. Noah's Ark (Ark van Noach)
4. Cinderella (Assepoester)
5. Tom Sawyer (Tom Sawyer)
6. Robin Hood (Robin Hood)
7. The Trojan Horse (Paard van Troje)
8. Don Quixote (Don Quichot)
9. De 3 biggetjes (De wolf en de drie biggetjes)
10. Van den vos Reynaerde (Van Den Vos Reynaerde)
11. Faust (Faust)
12. Svantovit (Svantevid)
13. 20.000 Leagues Under The Sea (twintigduizend mijlen onder zee)
14. The Hunchback of Notre Dame (De klokkenluider van de Notre Dame)
15. Grutte Pier
16. To be or not to be (Hamlet)

### Domino Day 2006
Op vrijdag 17 november 2006 werd in het Frisian Expo Center te Leeuwarden weer een recordpoging gehouden. Het thema van Domino Day 2006 was "Music in Motion". Hierin werden negen muziekstromingen uitgebeeld, zoals rock-'n-roll, klassieke muziek, hiphop en disco. Er kwamen 4,4 miljoen stenen te staan in 45 projecten.
Kim Wilde tikte de eerste dominosteen om. De dominosteen die het geheel moest starten, hing aan een kabelbaantje. Ondanks het vele haperen kwam hij beneden en ging het geheel van start.
Enkele projecten waren drie dominovelden van Elvis Presley, Marilyn Monroe en James Dean, de bladmuziek van Eine Kleine Nachtmusik, een top 40, kogels van the Hip Hop scene die de stad New York lieten instorten en een wereldbol die in een discobol veranderde.
2006 was ook het eerste jaar waarin de zogenaamde Slow Stones werden gebruikt.
De zogenaamde Builders Challenges waren dit jaar moeilijk, met bij de eerste 400 stenen, daarna 4.000, daarna 40.000 en daarna 400.000. De eerste faalde al direct. De tweede Builders Challenge leek goed te gaan. De lijn kwam tijdig af en viel volledig, maar de andere lijn was vroegtijdig aangekomen en blokkeerde de doorgang naar het bonusveld. Bij de derde gebeurde hetzelfde en werd er zelfs nog valsgespeeld. De vierde en laatste Builders Challenge ging om het 400.000 stenen tellende finaleveld. Deze lukte en het finaleveld viel vrijwel volledig. Ondanks de enkele stenen die bij de finale bleven staan, was de eindscore 4.079.381, voldoende voor het wereldrecord.

#### Thema's
Het thema "Music in Motion" was ingedeeld in negen subthema's en vier Builders Challenges (op volgorde van omvallen):
- Thema 1 - Rock-'n-Roll (rock-'n-Roll)
- Builders Challenge 1. Gramophone (platenspeler)
- Thema 2 - Classical clam (klassieke clam)
- Thema 3 - Popstar (popster)
- Builders Challenge 2. Tape Recorder (bandrecorder)
- Thema 4 - Schlager (schlager)
- Thema 5 - Roaring 20's (Roaring Twenties)
- Thema 6 - Flower Power (flowerpower)
- Builders Challenge 3. CD Player (cd-speler)
- Thema 7 - World Music (wereldmuziek)
- Thema 8 - Hip Hop (hiphop)
- Thema 9 - Disco Fever (discokoorts)
- Builders Challenge 4 - MP3 Player (mp3-speler)

### Domino Day 2007
Deze negende editie was het thema "Falling into life" (elementen uit het leven). Hierbij waren negen zijden (subthema's) van het leven te zien zoals het plezier, liefdesmomenten en problemen. De eerste velden vielen feilloos, maar al gauw ging het fout.
Bij een project uit het subthema plezier moest een sluis open gaan en het water dat op een dominoveld lag, laten weglopen. Deze sluis bleef echter dicht. Deze en andere mechanieken werkten niet doordat het vochtgehalte in de hal de laatste paar dagen voor Domino Day was toegenomen waardoor touwtjes en andere technieken wat opgerekt waren.
Enkele projecten waren: een serenade, een speeltuin, een project rond Alice in Wonderland, een freefall, een project rondom het maken van gezonde keuzes en de Temple of Domino, geïnspireerd door Indiana Jones and the Temple of Doom.
Ook hier waren vier Builders Challenges, waarvan de eerste drie Challenges om 100.000 stenen gingen en de vierde om 400.000. De eerste faalde, de tweede challenge was wel gelukt. De derde was ook gelukt, maar het bonusveld viel slechts voor de helft. De vierde Builders Challenge ging net als in 2006 om het finaleveld. Deze moest lukken, omdat het record anders niet gehaald zou worden. Als hij wel zou slagen, dan had het misschien nog gekund. Maar hij faalde, omdat de lijn die op de draaiende wijzer werd gebouwd meerdere malen omviel, waardoor het finaleveld volledig bleef staan. Dit was de eerste en enige keer dat het finaleveld niet is omgevallen. Er waren op dat moment echter al zo veel stenen blijven staan, dat zelfs als het veld wel volledig was gevallen, het record ook niet zou zijn gebroken.
In totaal bleven er 828.535 stenen staan.
Na de avond van deze mislukte recordpoging werd besloten de bouwers nog wat eer terug te geven en daarom mochten ze de laatste Builders Challenge nog een keer proberen (met stilstaande wijzer). Dit lukte, waarna alsnog het finaleveld van 400.000 tegen de vlakte ging. Hoewel dit niet meer telde voor dit wereldrecord, hielp het de bouwers de desillusie van de avond ervoor te verwerken. In de media werd de volgende dag het thema "Falling into life", naar aanleiding van de mislukte poging, verbasterd naar "Failing into life". Dit was de enige keer dat het wereldrecord niet gebroken werd.

#### Thema's
Het thema "Falling into Life" was ingedeeld in negen subthema's en vier Builders Challenges (op volgorde van omvallen). Ieder subthema correspondeerde tevens met een kleur. De Builders Challenges hadden geen officiële kleur, maar werden alle vier op een paars geverfde vloer gedaan.
- Thema 1 - Life is Loving (leven is liefhebben)
- Builders Challenge 1 - Birth (geboorte)
- Thema 2 - Life is Having Fun (leven is lol hebben)
- Thema 3 - Life is Dreaming (leven is dromen)
- Builders Challenge 2 - Puberty (puberteit)
- Thema 4 - Life is Communicating (leven is communiceren)
- Thema 5 - Life is Consuming (leven is consumeren)
- Thema 6 - Life is Letting Go (leven is loslaten)
- Builders Challenge 3 - Midlife Crisis (midlifecrisis)
- Thema 7 - Life is Growing (leven is groeien)
- Thema 8 - Life is Struggling (leven is vechten)
- Thema 9 - Life is Travelling (leven is reizen)
- Builders Challenge 4 - Dead or Alive (dood of levend)

Ieder van deze thema's was uitgewerkt in vier projecten, op Life is Letting Go na. Die telde er drie. Totaal waren er 44 projecten (inclusief de start en de vier Builders Challenges).

### Domino Day 2008
Op 14 november 2008 was de tiende editie van Domino Day. Het thema van dat jaar was Breaking more worldrecords than ever. Het aantal stenen dat opgezet werd was wederom 4.500.000.
De eerste steen werd op woensdag 24 september neergezet door de burgemeester van Leeuwarden Ferd Crone.
Deze Domino Day had negen thema's die ieder werden gebouwd naar een climax: een wereldrecord. En met die verschillende wereldrecords is er gebouwd naar het wereldrecord van de meeste omgevallen stenen.
Enkele projecten waren: een inspiratie op de Mount Everest, een postzegel opgebouwd uit kleine dominostenen, een motorsprong over 16 vrachtwagens, een hardloopwedstrijd over 30 meter tussen dominostenen en Churandy Martina en een dominoveld van ruim 1 miljoen stenen waarin alle edities van Domino Day stonden vermeld.
Er waren in deze versie vier Builders Challenges die feest als thema hadden (in verband met de tiende editie van Domino Day). De eerste drie gingen ieder om 100.000 stenen, de laatste om het finaleveld van 400.000 stenen. Van de eerste drie Builders Challenges lukten de eerste en de derde, de tweede faalde. Ondanks het feit dat twee van de drie eerste Builders Challenges geslaagd waren, hing ook dit record af van de laatste Builders Challenge. Deze vierde en belangrijkste Builders Challenge slaagde ook, waarmee het finaleveld van 400.000 stenen tegen de vlakte ging. Het record van de meeste omgevallen dominostenen in één zet werd met overtuiging gebroken: van de 4.500.000 stenen vielen er 4.345.027 om, een verschil van 265.646 ten opzichte van het vorige record dat gezet werd bij Domino Day 2006.
Deze editie werd in acht landen rechtstreeks uitgezonden en in drie landen semilive.
Ook in de Verenigde Staten werd er op de televisie kort aandacht geschonken aan het gebeuren.

#### Wereldrecords
In 2008 zijn deze officieel door Guinness erkende wereldrecords gebroken:
- De langste spiraal (200 meter/12.000 dominostenen)
- Hoogste dominoklim (11,52 meter)
- Meeste kleine dominostenen om (7 millimeter/1.114 dominostenen)
- Grootste vallende dominostenen (4,80 meter hoog/2,40 meter breed/0,72 meter diep)
- Langste dominomuur (21.381 dominostenen/15,86 meter)
- Grootste dominobouwwerk (22.075 dominostenen/2 meter)
- Het snelst omvallen van 30 meter dominostenen (4,21 seconden)
- De meeste stenen 1 uur gestapeld op 1 dominosteen (727 stenen)
- Grootste dominovlak (1.011.732 stenen/500 m2)
- Grootste aantal gevallen dominostenen (4.345.027 stenen)

Op een eerder moment werd ook het volgende record gevestigd:
- Zo lang mogelijk een gesloten keten van stenen herhaaldelijk opbouwen nadat ze gevallen zijn (35 minuten, 22 seconden)

Deze volgende wereldrecords van Domino Day 2008 zijn inmiddels weer verbroken:
- De meeste stenen in 1 uur gestapeld op 1 dominosteen (op 6 februari verbroken met 1002 stenen, door Max Poser uit Berlijn)
- De langste spiraal (op 14 april 2009 verbroken, 450 meter door Max Poser uit Berlijn)
- De grootste vallende dominosteen (op 7 augustus 2009 verbroken, door Stefan Schöppers uit Holten met 6,40 meter hoog, 3,20 meter breed en 1,20 meter diep)
- De langste dominomuur 22,72 meter in september 2009 verbroken op een school in Duitsland.
- Grootste aantal gevallen dominostenen (4.491.863 stenen, verbroken bij Domino Day 2009, dit record is alleen nooit erkend door het Guinness World Records)

#### Thema's
Het thema Breaking More World Records Than Ever was ingedeeld in negen subthema's en vier Builders Challenges (op volgorde van omvallen):
- Thema 1 - Old, Older, Oldest (oud, ouder, oudst)
- Builders Challenge 1 - Party (feest)
- Thema 2 - Strong, Stronger, Strongest (sterk, sterker, sterkst)
- Thema 3 - High, Higher, Highest (hoog, hoger, hoogst)
- Builders Challenge 2 - Cocktail (cocktail)
- Thema 4 - Small, Smaller, Smallest (klein, kleiner, kleinst)
- Thema 5 - Crazy, Crazier, Craziest (gek, gekker, gekst)
- Thema 6 - Long, Longer, Longest (lang, langer, langst)
- Builders Challenge 3 - Balloons (ballonnen)
- Thema 7 - Hot, Hotter, Hottest (heet, heter, heetst)
- Thema 8 - Fast, Faster, Fastest (snel, sneller, snelst)
- Thema 9 - Big, Bigger, Biggest (groot, groter, grootst)
- Builders Challenge 4 - Bubbles (bubbels)

### Domino Day 2009
Op vrijdag 13 november 2009 vond er een wereldrecordpoging plaats om 4,8 miljoen stenen te laten vallen in het WTC Expo in Leeuwarden. Het thema dit jaar was The World in Domino - The Show with the Flow. Alles in de show draaide om zeven subthema's, gemodelleerd naar de zeven continenten. Daarnaast waren er weer vier Builders Challenges.
Domino Day werd op 13 november rechtstreeks uitgezonden door SBS6 (Nederland) en VTM (België), VTM nam het over van 2BE. Op 23 september 2009 had presentatrice Nance de eerste steen op de pols van een miniatuur Vrijheidsbeeld neergezet.
Domino Day 2009 werd rechtstreeks en/of semilive uitgezonden in Nederland (SBS6), Duitsland (RTL), Polen (TVN), Rusland, Griekenland, België (dit jaar op VTM en zaterdag 14 november op vtmKzoom), Oostenrijk (ORF), Hongarije (RTL KLUB), Kroatië, Servië, Tsjechië, Slowakije, Spanje, Frankrijk en Groot-Brittannië.
De eerste dominosteen werd omgetikt door een wereldbol die dominobouwer Jeroen de Meij ontgrendelde door een rad naar een baan te lopen. De zeven flows verliepen over het algemeen goed, er bleven echter wel een aantal stenen staan, waaronder een vrij groot sneeuwvlak in de flow van Antarctica. Verder vielen zo goed als alle dominostenen om, waaronder een mandala in Azië die gedurende de hele flow liep, diverse valvelden in Europa en een vallende ster boven Uluṟu. Het veld van het Sydney Opera House stortte echter de dag voor de uitzending in en kon niet meer volledig hersteld worden.
De Builders Challenges bleken lastig. De eerste en tweede Builders Challenge gingen om 25.000 dominostenen, maar omdat daar vroegtijdig stenen vielen, lukten deze uiteindelijk niet. Ook Builders Challenge 3, voor 50.000 stenen, moest het ontgelden omdat er in het midden van de te bouwen lijn één steen ontbrak. Hierdoor viel de lijn niet volledig om. De laatste allesbepalende challenge werd echter met overtuiging gehaald. Het finaleveld viel niet volledig, maar dominotaris Erwin Akkerman maakte getal voor getal de eindscore van 4.491.863 dominostenen bekend.
Deze editie werd in twaalf landen rechtstreeks of semilive uitgezonden.

#### Thema's
Het thema The World in Domino was ingedeeld in zeven flows en vier Builders Challenges (op volgorde van omvallen) Iedere flow correspondeerde tevens met een kleur.
- Flow 1. The American Dream. (de Amerikaanse droom) - In Noord-Amerika ging het om rijk en beroemd worden. Dominostenen deden de High school, spaarden voor een auto, reisden naar Hollywood en testten hun geluk in Las Vegas. Deze flow bestond uit 619.884 dominostenen.
- Flow 2. Latin Extravaganza. (Latijnse extravaganza) - Vooral het regenwoud stond centraal in Zuid-Amerika, maar ook de culturen, stranden en voetbal. De flow eindigde in het carnaval van Rio de Janeiro. Deze flow bestond uit 672.527 dominostenen.
- Builders Challenge 1. Earth (aarde)
- Flow 3. The African Life. (het Afrikaanse leven) - De dominostenen ontmoetten de machtige natuur in Afrika en de mensen die daar leven. De dominostenen kwamen oog in oog te staan met het wild en kregen hierbij met allerlei dieren te maken. Door de regendans ontstond een kleurrijke wereld. Deze flow bestond uit 425.650 dominostenen.
- Flow 4. The Colours of Europe. (de kleuren van Europa) - In Europa werkten de dominostenen samen om dit creatieve en drukke deel van de dominowereld uit te drukken. Ze maakten een historische tocht en ervaarden de levensstijl van het zonnige zuiden. Deze flow bestond uit 599.290 dominostenen.
- Builders Challenge 2. Air (lucht)
- Flow 5. Balancing Yin & Yang. (Yin en Yang in balans) - De dominostenen toonden in Azië wat van de Aziatische natuur, de sfeer van de grote steden en zelfs een gevecht. Deze flow bestond uit 459.861 dominostenen.
- Flow 6. Rough Ice. (ruig ijs) - Verschillende levensvormen waren ontdekt dit bevroren continent. De dominostenen reisden door bevroren wateren en ijsgrotten. Ze gleden ook samen met pinguïns door de sneeuw. Deze flow bestond uit 608.283 dominostenen.
- Builders Challenge 3. Water (water)
- Flow 7. Sun, Sand and Sealife. (zon, zand en het leven in zee) - Dominostenen doken in Oceanië langs koraalriffen, maar werden bedreigd door bosbranden gecombineerd met harde wind. Als ze dit overleefden, konden ze een optreden bekijken in het Sydney Opera House. Deze flow bestond uit 548.148 dominostenen.
- Builders Challenge 4. Fire (vuur)

## Voorlopig einde en mogelijke terugkeer
Op 23 april 2010 werd een persbericht uitgegeven dat Domino Day 2010 niet door zou gaan. Door de financiële crisis werden er onvoldoende sponsoren gevonden. Volgens producent Endemol was het de bedoeling in 2011 een nieuwe editie te organiseren, maar deze kwam niet van de grond vanwege het faillissement van de firma Weijers Domino Productions, het hoofdbedrijf achter het evenement.
11 jaar na de laatste wereldrecordpoging zou er een nieuwe uitzending van Domino Day komen, maar deze moest uiteindelijk geschrapt worden door de coronapandemie. Een nieuwe datum is nog niet vastgesteld. Wel zond RTL 4, dat Domino Day in 2020 zou uitzenden in 2022 als alternatief hiervoor het programma Domino Challenge uit, waarin Nederlandse dominobouwers streden om de titel "Masters of Domino 2022".

## Internationale uitzending
| Land                | Titel                                         | Presentatie                                                      | Netwerk                          | Rechtstreeks | Jaar      |
| ------------------- | --------------------------------------------- | ---------------------------------------------------------------- | -------------------------------- | ------------ | --------- |
| België              | Domino Day                                    | Stefan Van Loock                                                 | 2BE, VTM                         | Ja           | 1998-2009 |
| Duitsland           | Domino Day                                    | Linda de Mol (1998-2002), Frauke Ludowig (2004-2009)             | RTL                              | Ja           | 1998-2009 |
| Frankrijk           | Domino Day - Record du monde                  | Denis Brogniart; Flavie Flament, Dave (2001-2005)                | TF1 (2001-2005), TMC (2006-2009) | Ja           | 2001-2009 |
| Frankrijk           | Domino Day - Les records les plus incroyables | Valérie Bénaïm                                                   | D8                               | Nee          | 2014      |
| Griekenland         | Ημέρα του ντόμινο                             | Katerina Karavatou, Fotis Sergoulopoulos                         | ANT1                             | Ja           | 2008-2009 |
| Hongarije           | Dominó-nap                                    | Zoltán Szujó, Éva Horváth                                        | RTL KLUB                         | Ja           | 2000-2009 |
| Kroatië             | Domino Day                                    | -                                                                | RTL Televizija                   | Nee          | 2006-2009 |
| Oostenrijk          | Domino Day                                    | Marie Christine Giuliani (2000-2002), Armin Assinger (2004-2009) | ORF eins                         | Ja           | 2000-2009 |
| Polen               | Dzień Domina                                  | -                                                                | TVN                              | Ja           | 2005-2009 |
| Rusland             | День Домино                                   | Egor Pirogov                                                     | REN TV                           | Nee          | 2006-2009 |
| Slowakije           | Domino Day                                    | -                                                                | TV JOJ                           | Ja           | 2006-2009 |
| Spanje              | Domino Day                                    | Constantino Romero (2001-2002), Carlos Sobera (2004-2009)        | Antena 3                         | Nee          | 2001-2009 |
| Verenigd Koninkrijk | Domino Day                                    | Christian Stevenson                                              | Channel 5                        | Nee          | 2005-2009 |
| Verenigde Staten    | Domino Day 2001                               | Rich Eisen                                                       | ABC                              | Nee          | 2001      |

## Wereldrecordpogingen (al dan niet van Domino Day)
| Jaar | Recordbreker                                                                     | Presentatie                    | Plaats                  | Aantal gezette stenen | Aantal gevallen stenen | Wereldrecord? | Datum            | Eerste steen omgegooid            | Eerste steen gezet             |
| ---- | -------------------------------------------------------------------------------- | ------------------------------ | ----------------------- | --------------------- | ---------------------- | ------------- | ---------------- | --------------------------------- | ------------------------------ |
| 1974 | Bob Speca                                                                        |                                | USA                     | 11.111                | 11.111 (100%)          | Ja            | december 1974    | Bob Speca                         | Bob Speca                      |
| 1975 | Universiteit Washington                                                          |                                | Seattle, USA            | ?                     | 13.832                 | Ja            | 6 juni 1975      |                                   |                                |
| 1976 | Bob Speca                                                                        |                                | USA                     | 15.000                | 15.000 (100%)          | Ja            | winter 1976      | Bob Speca                         | Bob Speca                      |
| 1976 | Bob Speca                                                                        |                                | Philadelphia, USA       | 22.222                | 22.221 (99,995%)       | Ja            | lente 1976       | Bob Speca                         | Bob Speca                      |
| 1977 | Team Michael Cairney                                                             |                                | Londen, UK              | 33.333                | 33.266 (99,80%)        | Ja            | 30 maart 1977    | Michael Cairney                   | Michael Cairney                |
| 1977 | Bob Speca                                                                        |                                | Philadelphia, USA       | ?                     | 50.000 (?)             | Ja            | 21 juni 1977     |                                   |                                |
| 1977 | Bob Speca                                                                        |                                | Philadelphia, USA       | ?                     | 55.555 (?)             | Ja            | 22 oktober 1977  |                                   |                                |
| 1978 | Team Bob Speca                                                                   |                                | New York, USA           | 100.000               | 97.500 (97,5%)         | Ja            | 9 juni 1978      | Bob Speca                         | Bob Speca                      |
| 1979 | John Wickham en Erez Klein                                                       |                                | Wilmette, USA           | 141.781               | 135.215                | Ja            | 17 april 1979    | Raymond VanDeWalle                | John Wickham en Erez Klein     |
| 1979 | Team Michael Cairney                                                             |                                | Poughkeepsie, UK        | 170.000               | 169.713                | Ja            | 9 juni 1979      | Michael Cairney                   | Michael Cairney                |
| 1980 | Team Alistair Howden                                                             |                                | Auckland, Nieuw-Zeeland | ?                     | 229.488                | Ja            | 1 juli 1980      | Alistair Howden                   | Alistair Howden                |
| 1980 | John Wickham en Erez Klein                                                       |                                | Hakone, Japan           | 273.372               | 255.389                | Ja            | 24 augustus 1980 | John Wickham en Erez Klein        | John Wickham en Erez Klein     |
| 1984 | Team Klaus Friedrich                                                             |                                | Fürth, Duitsland        | ?                     | 281.581                | Ja            | 2 januari 1984   | Klaus Friedrich                   | Klaus Friedrich                |
| 1986 | De Eerste de Beste: KLM Domino World Record                                      | Tom Blom & Walter Tiemessen    | Lisse, Nederland        | 1.250 000             | 755.836 (60,5%)        | Ja            | 27 december 1986 | Sergio Orlandini                  | Yvonne van Rooy                |
| 1988 | De Eerste de Beste: Europa in Domino                                             | Tom Blom & Walter Tiemessen    | Rosmalen, Nederland     | 1.500.000             | 1.382.101 (92,1%)      | Ja            | 2 januari 1988   | Patrick van der Wijst             | Sjoerd Cohen                   |
| 1998 | Domino D-Day: Visionland                                                         | Wendy van Dijk & Hans Kraay Jr | Leeuwarden, Nederland   | 2.300.000             | 1.605.757 (69,8%)      | Ja            | 27 augustus 1998 | Linda de Mol                      | Loek Hermans                   |
| 1999 | Domino Day: Europa ohne Grenzen                                                  | Wendy van Dijk & Hans Kraay Jr | Zuidlaren, Nederland    | 2.500.000             | 2.472.480 (98,9%)      | Ja            | 5 november 1999  | Hans Klok                         | Hans Klok                      |
| 1999 | China & Japan                                                                    |                                | Peking, China           | 2.800.000             | 2.751.518 (98,3%)      | Ja            | 31 december 1999 |                                   |                                |
| 2000 | Domino Day: Action: Reaction                                                     | Wendy van Dijk & Hans Kraay Jr | Zuidlaren, Nederland    | 3.112.000             | 2.977.678 (95,7%)      | Ja            | 3 november 2000  | Lionel Richie                     | Tatjana Simić & Hans Kraay jr. |
| 2000 | China, Japan & Zuid-Korea                                                        |                                | Peking, China           | 3.500.000             | 3.407.535 (97,4%)      | Ja            | 3 december 2000  |                                   |                                |
| 2001 | Domino Day: Bridging the World                                                   | Wendy van Dijk & Hans Kraay Jr | Maastricht, Nederland   | 3.750.000             | 3.540.562 (94,4%)      | Ja            | 16 november 2001 | Kylie Minogue                     | Robin Paul Weijers             |
| 2002 | Domino Day: Expressions for Millions                                             | Wendy van Dijk & Hans Kraay Jr | Leeuwarden, Nederland   | 4.000.000             | 3.847.295 (96,2%)      | Ja            | 15 november 2002 | Nick Carter                       | Robin Paul Weijers             |
| 2004 | Domino Day: The Challenge                                                        | Wendy van Dijk & Hans Kraay Jr | Leeuwarden, Nederland   | 4.250.000             | 3.992.397 (93,9%)      | Ja            | 12 november 2004 | Shania Twain & Robin Paul Weijers | Ed Nijpels                     |
| 2005 | Domino Day: Domino Theatre of Eternal Stories                                    | Hans Kraay Jr & Nance          | Leeuwarden, Nederland   | 4.321.000             | 4.002.136 (92,6%)      | Ja            | 18 november 2005 | Anastacia                         | Teun de Nooijer                |
| 2006 | Domino Day: Music in Motion                                                      | Hans Kraay Jr & Nance          | Leeuwarden, Nederland   | 4.400.000             | 4.079.381 (92,7%)      | Ja            | 17 november 2006 | Kim Wilde                         | Ilse de Lange                  |
| 2007 | Domino Day: Falling into Life                                                    | Hans Kraay Jr & Nance          | Leeuwarden, Nederland   | 4.500.000             | 3.671.465 (81,6%)      | Nee           | 16 november 2007 | Katie Melua                       | Gerard Joling                  |
| 2008 | Domino Day: Celebrating 10 years of Domino Day - Breaking more records than ever | Hans Kraay Jr & Nance          | Leeuwarden, Nederland   | 4.500.000             | 4.345.027 (96,6%)      | Ja            | 14 november 2008 | Salima Peippo                     | Ferd Crone                     |
| 2009 | Domino Day: The World in Domino - The Show with the Flow                         | Hans Kraay Jr & Nance          | Leeuwarden, Nederland   | 4.800.000             | 4.491.863 (93,6%)      | Ja            | 13 november 2009 | Jeroen de Meij                    | Nance Coolen                   |

Bron:,

## Trivia
- Op 14 november 2007 was er bij een camerarepetitie bij Domino Day 2007 een blower van het luchtverversingssysteem aangegaan. Enkele onderdelen van The Temple of Domino moesten opnieuw gebouwd worden omdat ze waren omgevallen.
- In 2001 was er een project met de skyline van New York, dit is uiteindelijk geschrapt na de aanslagen op de World Trade Center.
- De datum van Domino Day werd jaarlijks vermeld in het Speelboek van Intertoys, op de pagina met domino-artikelen.